# Mekartani
Mekartani is een bestuurslaag in het regentschap Garut van de provincie West-Java, Indonesië. Mekartani telt 5157 inwoners (volkstelling 2010).